# 147 (szám)
A 147 (száznegyvenhét) a 146 és 148 között található természetes szám. Középpontos ikozaéderszám.
A 147-es fontos szám a snooker nevű biliárdjátékban: a hagyományos, 15 piros és 6 színes golyóval játszott sznúkerben ugyanis egy ütéssorozat (break) alatt maximálisan ennyi pontot tud szerezni a játékos. Ehhez az kell, hogy minden piros golyó lyukba juttatása után a feketét válassza a színes golyók közül, azt szintén lyukba juttassa, a játék utolsó szakaszában pedig a színes golyókat is mind eltegye valamelyik lyukba, a megfelelő sorrendben. A 147 pontos breakek jellemzően rendkívül látványos játékmenetek.